# 재즈의 용어 목록
이 문서에서는 재즈의 용어들에 대해 다룬다.

## 인티그레이션
개인 플레이뿐만 아니라 그룹 전체가 정돈된 연주를 했을 때 인티그레이티드 퍼포먼스(통합된 연주)라 한다. 개인의 음악인 동시에 집단의 음악이다. 재즈는 이것을 이상으로 한다. 이 말은 인종적 의미로도 사용한다. 흑인과 백인이 동격으로 그룹을 만들었을 때 인티그레이티드 그룹이라 한다. 에링턴의 작품 <Nonviolent Integration(비폭력적 통합)>은 그 뜻이다.

## 스토리빌
재즈의 발생지인 뉴올리언스는 항구도시로 밤의 여인들이 시내 곳곳에 있었으나 1897년 부시장 시드니 스토리가 제안해 도시의 중심부에 창녀들을 모아 유곽(遊廓)을 만들었다. 제안자의 이름을 따서 스토리빌이라 명명되어1917년 제1차대전 참전 직후 폐쇄될 때까지 호화스런 밤거리로 알려졌다. 이 유곽 부근의 홀, 카바레에서 재즈는 점점 그 형태를 갖추었다.

## 할렘(업 타운)
뉴욕의 중심부 맨해튼구의 중심부에 센트럴 파크가 있다. 그 북단에서 북쪽 또는 동쪽 지구를 할렘이라 하며 20세기 초엽 이래 흑인 거주 지구로 발전하였다. 즉 '뉴욕 흑인가'의 뜻이다. 더욱이 맨해튼 지구의 타임즈 스퀘어 부근을 '미드 타운', 그리니치 빌리지 부근을 '다운 타운'이라 하여 할렘 부근은 '업 타운'으로 알려져 있다.

## 짐 크로
흑인에 대한 인종차별을 뜻한다. 그러나 최근에는 이 말이 뒤집혀 크로우 짐이란 신어로 되었다. 즉 백인에 대한 인종차별을 의미하며 흑인이 백인보다 우수하다는 사상을 뜻한다. "재즈는 흑인의 것이다. 백인 따위가 무엇을 할 수 있다고"라는 맥스 로티의 사고는 분명히 크로우 짐의 사상이다.

## 잼 세션
직장을 달리하는 뮤지션이 모여 애드리브의 재간을 겨루는 자유로운 음악회합을 말한다. 커팅 콘테스트(지쳐 떨어질 때까지 연주를 겨루는 시합)에서 발전한 것으로 1940년대에 절정기를 맞이했다. 최초는 뮤지션들만이 즐기는 모임이었으므로 무료였으나 흥행베이스에 오른 후부터는 재즈쇼로 성황을 보였다. 현재는 흥행 이외에는 거의 하지 않게 되었다.

## 민스트럴
19세기에 번영한 순회 가무단을 민스트럴 쇼라고 한다. 대부분은 백인의 그룹으로 얼굴을 검게 칠하고 흑인의 버릇이나 사투리, 그리고 노래를 제목으로 했다. <딕시>, <짚더미 속의 7면조> 등은 민스트럴 쇼에서 생긴 긴 생명을 가진 곡이다. 스티븐 포스터의 가곡(佳曲)은 민스트럴의 음악을 토대로 하여 작곡된 것이 아닌가 말하고 있다. 도시순회의 민스트럴은 이 세기까지 남아 있다.

## 테이크
레코드를 취입할 경우 몇 번이고 같은 곡을 녹음한다. 이것을 각각 제1테이크, 제2테이크로 보존한다. 그중에서 가장 만족스럽게 된 테이크에서 시판되는 레코드는 프레스된다 즉흥연주를 주로 하는 재즈의 경우 1회마다 애드리브가 다르므로 팬이나 콜렉터의 요망에 따라 뒤에 회사는 시판되지 않은 테이크를 레코드화하는 경우도 많고, 연구용으로 귀중하게 여긴다. '원 테이크로 끝났다'라는 경우에는 1회로 만족할 만큼 좋은 취입이 되었다는 뜻이다.

## 비트
비트는 리듬과 동의어가 아니다. 비트(박자)란 한마디 안에서 사용할 수 있는 음표의 길이를 미리 약속해 놓은 것이고, 리듬이란 그 박자들에 강약을 주거나 길고 짧음을 주어 노래를 통솔하게하는 틀 같은 것이다. 비트의 예를 들면 4비트 음악은 한마디에 4분 음표 4개를 연주하고, 8비트 음악은 한마디에 8분 음표 8개를 연주한다는 것이다. 결과적으로 보면 둘다 4박이지만 비트가 높을수록 리듬을 더 현란하게 만들수있다. 리듬의 예를 들자면 같은 6/8박자인 우리 전통 가락에서도 '덩 기덕 쿵 더러러'와 '덩 덕 쿵 덕 덕' 같은 리듬의 다름이 있다. 또 한가지 추가하자면 전형적인 오리지널 메탈에서 쓰이는 '쿵 딱 쿵쿵 딱' 의 4비트 리듬과 훵키등에서 쓰이는 현란한 리듬의 비교라 말하면 되겠다. 추가로 비트족, 비트 제너레이션이란 말은 여기에서 파생했으나, 그 뜻은 히피 내지는 힙스터와 같다.

## 그루브
잘 살린 연주를 말한다. 인 더 그루브란 연주되고 있는 상태를 말한다. 여기서 형용사 '그루비'가 파생하여 생겼다. 이 말은 힘차게 살리고 있다는 뜻으로 쓰인다.

## 애프터 아워즈
정규의 일이 끝나고 자기들이 즐기기 위하여 보수 없이 모여 잼 세션에 흥을 돋우는 클럽 등을 애프터 아워즈 스기트라고 한다.

## 디그
'좋아하다', '이해하다'를 뜻하는 속어이다. 판다(掘)는 뜻에서 변하여 열심히 공부한다는 뜻이 되고(19세기 말), 1940년대 이후 재즈 슬랭이 되어 '완전히 이해한다', '아주 좋아진다'는 뜻이 되었다. 재즈 이외의 뜻으로는 '만나다', '보다'의 뜻도 있다.

## 히프(힙스터, 히피)
스윙 시대까지는 헤프라고 했으며, 재즈 팬을 가리켰다. 히피도 같은 뜻으로 쓰였으나, 현재는 원의를 떠나 스스로 상식적인 사회통념의 일절을 거부하며, 마약, LSD, 선(禪), 찰나적 성행위, 스피드 등에 미친 비생산적인 젊은이를 가리켜 쓰이고 있다.

## JATP
Jazz At The Philharmonic의 약자로, 노먼 그랜츠가 기획한 잼 세션을 중심으로 하는 연주회를 말한다. 1940년대 초에 로스앤젤레스의 필하모닉 오디토리엄을 빌려 연주한 데서 이 명칭이 생겼고, 상표로 되었다. 오늘날에는 세계 각지를 순회공연하고 있으나 명칭에는 변함이 없다. 흑백을 가리지 않고 일류 재즈맨으로 구성된 콘서트는, 초기에는 매우 모험적이었다고 한다.

## 애프터 비트
1마디 4박으로 하면 클래식에서는 1, 3박에 악센트가 온다. 이것을 거꾸로 2, 4박에 악센트를 둔 것이 애프터 비트이다. 즉 뒤에 치는 리듬을 말한다. 이 말은 종종 오프 비트와 동의어로 설명되지만 그것은 잘못이며, 오프 비트는 스윙까지의 재즈가 1마디 4박인 데 대하여 8분음표적 비트(8박)로 연주된다.
그러면 4박 사이에 또 4박이 들어가서 'One(and)Two(and)Three(and)Four(and)'라는 느낌의 비트로 된다. 이 '(and)'의 박이 오프 비트이다. 모던 재즈가 흔히 오프 비트 재즈라고 불리는 것도 이 때문이다. 이 비트감이 있기 때문에 스윙까지의 온(정박의) 비트 감각으로는 모던하게 잘되지 않는다. 모더니스트의 솔로가 수다스럽게 느껴지는 것도 비트가 세분된 것만큼 음표가 많아졌기 때문이다. 리듬을 8번 칠 필요는 없다. 리듬은 8개의 비트 중에서 4번 치거나 2번을 치거나 상관이 없다.

## 샴페인 뮤직
커머셜한 댄스 밴드의 연주를 재즈맨이 경멸적으로 부르는 말이다. 가장 유치한 커머셜 연주를 '미키마우스 뮤직'이라 한다.

## 틴 팬 어레이
미국의 유행가 출판업의 총칭, 즉 유행가요제를 뜻한다. 1920년경까지는 뉴욕시 6번가 28블록 부근에는 이런 종류의 출판사가 즐비하였다. 지금은 각처에 산재하고 있지만 별명으로 남아 있다.

## 퍼스널
멤버라는 뜻이다. '그 캄보의 퍼스널은?' 하는 식으로 쓴다.

## 디스코그래피
레코드의 취입 데이터를 모두 기록한 문헌들을 말한다. 이것을 보면 퍼스널, 취입연월일은 물론 원반의 번호, 레코드 번호 등을 모두 알 수 있다. 레코드 회사에서 편집한 것은 없고 세계(특히 유럽)의 열렬한 팬이 수고하여 조사한 것이다. 그러한 연구자(편집자)를 디스코그래퍼라고 한다. 프랑스의 뒤로네, 덴마크의 이엡센, 영국의 브라이언 러스트 등이 유명하다.

## 소피스티케이션
도시적으로 깔끔하게 세련된 것을 의미한다. 오드리 헵번 같은 여성을 이런 말로 표현한다.

## 블루스(블루 노트)
흑인의 민요에서 저절로 모양을 갖춘 독특한 가곡이다. 여러 가지 형태의 블루스가 있으나, 보통은 4마디 3단의 12마디 형식으로 되어 있다. 대부분은 장조이며, 3도와 7도의 음이 반음 가까이 낮아지는 블루스 음계를 쓴다. 이 반음 가까이 낮아지는 음을 블루 노트라고 한다. 코드 진행도 일정하다. 블루스는 슬픈 노래이지만, 행복하고 유쾌한 블루스도 있다.

## 할러(필드 할러)
단순하고도 슬픈 흑인의 노래이며, 블루스의 조상에 해당한다. 가사는 있으나 짧은 문구를 반복하는 것이 많다. 가락은 유럽 음악에 없는 음계로서 보통 음에서 벗어난 느낌을 주는데, 이것은 블루 노트의 조상에 해당하는 음이 쓰이고 있기 때문이다. 지금은 할러를 부르는 흑인도 없어졌지만 흑인 민요가수가 부르는 Arwhollie라는 것은 밭에서 부른 할러라고 한다.

## 스톰프
스탬프(발을 구르다)와 동의어로 재즈 용어. 발랄하고 춤추기 쉬운 중용(미디엄) 템포 이상의 곡. 모던기에 들어서서는 거의 쓰이지 않고 있다.

## 임프로비제이션(애드리브)
창작과 연주를 동시에 하는 즉흥연주를 말한다. 곡의 코드 진행을 벗어나지 않도록 스스로 프레이즈를 이어간다. 모던 재즈기 이후 애드리브는 점점 중요한 재즈의 요소로 되었다. 그와 동시에 코드 진행의 제약을 벗어나려는 노력도 하고 있어 선법에 따른 모드 수법, 코드 진행을 부정하는 프리 애드리브도 나타났다. 옛날의 재즈로 페이크(무너뜨리다)라고 한 것도 같은 뜻이다.

## 스트레이트
즉흥연주를 섞지 않고 악보면대로 연주하는 것. 스트레이트 뮤지션이라는 것은 애드리브 능력이 없는 연주가. 재즈맨의 세계에서는 다소 경멸적으로 쓰이고 있다.

## 스탠더드(넘버)
정확하게는 스탠더드 넘버(또는 곡)이나, 지금은 생략하여 스탠더드라고 한다. 파퓰러곡이든 오리지널곡이든 상관없다. 여러 가수나 밴드에 의하여 오랜 세월에 걸쳐 연주되고 있는 명맥이 긴 곡을 말하며, 그 밖에는 뜻이 없다.

## 브리지(릴리스)
대부분의 파퓰러 가곡은 32마디의 코러스를 가진다. 이것은 보통 A(8마디), A (8마디), B(8마디), A (8마디)의 4단 형식으로 되어 있다. A, A , A는 경우에 따라 전적으로 같은 절일 경우도 많으나, B의 부분에는 다른 멜로디가 삽입된다. B의 8마디를 브리지, 릴리스라고 부른다. 또 미들 에이트(중간부 8마디)라고 부르는 경우도 있다.

## 코러스
재즈에서 코러스라고 할 때에는 합창의 뜻이 아니라 가곡의 베이스에 대한 코러스를 말한다. 오페라가 레치타티보에서 아리아로 들어가듯이, 노래는 베이스 부분에서 곡의 내용에 대한 복선을 치고 코러스 부분으로 들어간다. 베이스 부분은 대개 분명한 멜로디가 없으므로 재즈의 기악연주에서는 코러스 부분을 몇 번이고 반복한다. 블루스의 1코러스는 12마디이다. 보통의 가곡은 32마디인 경우가 많다.

## 순환 코드
가곡에는 각기 고유의 코드 진행(하모니의 진행)이 있다. 잼 세션의 경우 순환 코드나 블루스 코드가 가장 많이 쓰인다. 물론 코러스 부분만을 몇 번이고 반복하게 된다.

## 어레인지먼트(헤드 어레인지 차트)
편곡이란 말인데, 단지 차트라고도 한다. 재즈의 편곡은 대개가 5선지에 쓰이지만, 캄보 등에서는 연주 전에 간단히 타합만으로 그치는 경우도 있다. 이러한 뮤지션 사이의 구두타합을 헤드 어레인지라 한다. 어레인지먼트는 명사, 어레인지는 동사이나 최근엔 어레인지가 미국에서도 명사적으로 쓰이는 경우가 많다.

## 브라스 악기
놋쇠 악기인 트럼펫, 트롬본(프렌치 호른, 플루겔 호른 등도 포함된다) 등의 브라스 세션 전체를 말하는 경우와, 그러한 개개의 악기를 총칭적으로 말하는 경우가 있다.

## 리드 악기
색소폰, 클라리넷류의 리드 악기(마우스피스에 리드를 쓰는 악기)의 총칭이다. 색소폰 주자는 클라리넷 등으로 바꾸어서 부는 경우가 많으므로 색소폰 세션이라는 말보다도 리드 세션이라고 부르는 것이 더 정확하다.

## 리프
짧은 프레이즈를 몇 번이고 반복하는 앙상블을 리프 앙상블이라 하며, 이 말을 줄여서 리프라 한다. 리프에는 1마디, 2마디 등 여러 가지 단위가 있다. 리프의 기원은 아프리카 사람의 습관 '부름과 응답'에서 비롯되며, 뉴올리언스 시대부터 있었지만 고도로 발달한 것에는 캔자스시티 재즈가 있다. 캔자스 리프는 잼 세션적인 헤드 어레인지에서 발전한 것이다.

## 코드 진행
곡의 화음(하모니)의 진행을 말한다. 재즈에서는 화음을 코드 네임으로 표기하는 경우가 많다. 코드 진행은 애드리브의 기초가 된다. '체인지스'는 똑같은 뜻으로 쓰였다.

## 워크(워킹)
1마디에 4박의 리듬이 발랄하게 연주되는 것을 말한다. 현(絃)베이스가 그와 같이 스테디한 리듬을 켤 때 '워킹 베이스'라고 한다. 부기 우기의 왼손의 패턴과 같이 옥타브 떨어진 음이 상승 또는 하강하는 베이스를 가리키는 경우도 있다.

## 브레이크
딕시랜드 재즈의 앙상블 도중에 갑자기 전 악기가 음을 그치고 트럼펫이나 클라리넷 등 1개의 호른이 자유롭게 애드리브하고, 곧 전 합주로 복귀하는 곳이 있다. 이것을 브레이크라고 한다. 블루스의 각 단 4마디의 후반 1마디 가량은 브레이크의 여지를 남기듯이 부른다. 재즈의 솔로에 의한 즉흥연주는 이런 짧은 브레이크에서 오늘날과 같이 발전했다는 설도 있다.

## 블로
'분다'는 원뜻에서 관악기로 연주하는 것을 뜻하였지만, 1950년 이후부터는 피아노와 기타, 그 밖의 모든 악기에 적용하게 되었다. 처음에는 다만 '플레이'를 뜻하였지만, 최근에는 길게 애드리브하는 독주를 말한다. '블로잉 세션'은 여기서 파생하였는데, 간단한 타합만으로 독주자가 교대로 길게 블로하는 레코딩이나 콘서트를 말한다. 나쁜 뜻으로 무의미하고 길게 늘어지는 애드리브를 가리키는 경우가 비교적 많다.

## 체이스
두 사람(또는 그 이상)의 독주자가 교대로 독주를 하는 일. 보통 4마디, 또는 8마디마다 교대하는 일이 많다. 이러한 코러스를 '체이스 코러스'라고 한다.

## 더블 타임
기초 비트의 2배 정도 빠르기로 연주하는 일. 리듬은 앞의 것과 같으나, 테너나 트럼펫 같은 독주악기가 갑자기 도중에서 2배의 속도로 연주할 때, 여기서부터 더블 타임으로 연주한다는 식으로 표현한다.

## 포스(에이츠)
4마디(또는 8마디)마다 독주자가 교체되는 체이스를 말한다. '포어 바스'라고도 한다. 바스(bars)란 마디(小節)라는 말이다.

## 컴프(컴핑)
주로 피아노에 대해 쓰인다. 테너 등 독창자의 배경으로서 리드믹하게 고무하듯이 장단을 맞추는 일.

## 같이 보기
- 재즈의 장르 목록